# Municipio Bolívar (Trujillo)
Bolívar es uno de los 20 municipios en los que se divide político-territorialmente el Estado Trujillo, en los Andes de Venezuela. Al occidente de este país, posee una superficie aproximada de 208 km², una población según el censo de 2001 de 12 410 habitantes y una densidad poblacional de 59,7 habitantes, por km². Su capital es la ciudad de Sabana Grande.

## Historia
El municipio Bolívar tiene sus orígenes en la segunda mitad del siglo xviii, cuando se conformó principalmente a partir del caserío Sabana Grande. Mediante una sesión extraordinaria celebrada el 20 de julio de 1984, se propuso su constitución como aldea bajo el nombre de Bolívar, en conmemoración al Padre de la Patria. Esta designación fue oficializada el 16 de agosto del mismo año.
No fue sino hasta el 24 de julio de 1995 que la Asamblea Legislativa del estado Trujillo otorgó autonomía a esta entidad, separándola del municipio Rangel y creando formalmente el municipio Bolívar. A partir de entonces, se establecieron las instituciones civiles, públicas, militares y religiosas acordes con la realidad y necesidades del momento.

## Geografía
El Municipio Bolívar se encuentra en la Zona Baja al Sur- Oeste del Estado Trujillo Coordenadas 9° 15’ 20’’- 9° 29’ Latitud Norte 70° 45’ 00’ – 70° 54’ 30’’  Longitud  Oeste.

### Parroquias
El Municipio Bolívar es un territorio netamente rural. Su capital y población principal es SABANA GRANDE, con tres Parroquias que son Sabana Grande, Granados y Cheregüé.

### Clima
Presenta un Clima Cálido con temperaturas promedio 25 °C  y 30 °C la precipitación promedio anual 1261 mm. Esta entre las isoyetas de 1000 y 1300, a una altitud de 135 m s. n. m.

### Características geomorfológicas
- Relieve: Está conformado por montañas bajas ( 800-1000 m s. n. m.) que corresponden a áreas abruptas con valores de pendientes de 36 %  ( filas rocosas y laderas fuertemente inclinadas y disertadas ) colinas bajas  200-600 m s. n. m. Con pendiente de 0 a 15% con una superficie de 13.200 habitantes, en el Municipio se localizan dos unidades Geomorfológicas.
- Terrazas altas están formadas litológica mentes por materiales pedregosos ( cantos  rodados ) y arenas que presentan altura variables con un relieve plano a ligeramente ondulado, y zona muy disertada producto de la acción de cause con régimen intermitentes presentes en el área.
- Glacis coluvial presenta formas de plano inclinado que corresponde a una superficie de acumulación por escurrimiento difuso y se encuentra por formas más elevadas de donde provienen el material Coluvial que consiste en cantos rodados y arena.

### Flora
En la actualidad la vegetación natural ha desaparecido casi por completo,  y las tierras son utilizadas en su mayoría la explotaron agrícola vegetal y animal,  En el Municipio se han determinado zonas de vida bosques secos tropical y bosques húmedos tropical.
Las especies son el – apamate (tabebuid   rosea), el bucare (Eyhrina  glanca), la guayabita sabanera (Psidiunm gunneensis),  y la dormidera (Mimosa spp.)
Actualmente estas comunidades vegetales están siendo intervenidas lo cual en peligro las pocas especies de fauna silvestre existentes también se encuentran formaciones arbustivas,  representadas por el tiempo matorral producto de la intervención antrópica de los bosques.

### Fauna
Está caracterizada por pequeños mamíferos como el cachicamo (Dasypus  novemcinntus), el abiselado (Didelplus),  el araguato  (Alonatta  ursina)  y el conejo sabanero  (Sylvilagus   floidams),  la cascabel  (Crotalus  terrificus)   y la mapanare  (Lachesis mnta).
Entre las aves se encuentra el pato gumiriri (Dendrocigna  anntunmalis),  el  aguaitacaminos  (Nyerridromus  albicollis)  el gavilán primito (faleo sparveriuss) y el cristofué (pitangus) sul phuratus.

### Cuencas hidrográficas
Posee subcuencas: Cáus. Los Hoyos. Granados,  Cheregüé.

## Economía
La Principal actividad económica productiva del Municipio es la Producción Agrícola vegetal y Animal con desarrollo diversificados en cultivos, pastos, ganadería de Leche y Carne.

## Política y gobierno

### Alcaldes
| Período     | Alcalde              | Partido político / Alianza | % de votos | Notas |
| ----------- | -------------------- | -------------------------- | ---------- | --- |
| 1995 - 1998 | Celsa Gavidia        | AD                         | -          | Primera alcaldesa bajo elecciones directas |
| 1998 - 2000 | Dinora Graterol      | COPEI                      | -          | (Alcaldesa designanda por la cámara municipal) (se realizaron elecciones generales adelantadas en el 2000 debido a la aprobación de la Constitución de 1999) |
| 2000 - 2004 | Pedro Elías Montilla | MVR                        | 43,19      | Segundo Alcalde Bajo elecciones directas |
| 2004 - 2008 | Pedro Elías Montilla | MVR                        | 53,26      | Reelecto |
| 2008 - 2013 | José Gregorio Díaz   | PSUV                       | 59,43      | Tercer alcalde bajo Elecciones directas |
| 2013 - 2017 | José Grogorio Díaz   | PSUV                       | 42,68      | Reelecto |
| 2017 - 2021 | José Grogorio Díaz   | PSUV                       | 53,27      | Reelecto |
| 2021 - 2025 | María Núñez          | PSUV                       | 46,09      | Cuarto alcalde bajo elecciones directas |

### Concejo municipal
Período 1995 - 2000
| Concejales:        | Partido político / Alianza |
| ------------------ | -------------------------- |
| Alejo Salcedo      | AD                         |
| Asdrubal Delgado   | AD                         |
| Dinora Graterol    | COPEI                      |
| José Gregorio Díaz | MAS                        |
| Felix León         | OIC                        |

Período 2000 - 2005
| Concejales:           | Partido político / Alianza |
| --------------------- | -------------------------- |
| José Gregorio Leal    | MVR                        |
| Eduis Quintero        | MVR                        |
| José Enrique Espinoza | MVR                        |
| José Gregorio Díaz    | MAS                        |
| Nelixa Rivero         | G CÓNDOR                   |

Período 2005 - 2013
| Concejales:           | Partido político / Alianza |
| --------------------- | -------------------------- |
| Reinaldo Pacheco      | MVR                        |
| José Gregorio Leal    | MVR                        |
| José Enrique Espinoza | MVR                        |
| Noris Pacheco         | MVR                        |
| Eduis Quintero        | MVR                        |
| Dayana Matheus        | MVR                        |
| José Gregorio Díaz    | PODEMOS                    |

Período 2013 - 2018:
| Concejales          | Partido político / Alianza |
| ------------------- | -------------------------- |
| Margarita Tello     | PSUV                       |
| Rosalinnys Espinoza | PSUV                       |
| Yuleida Montana     | PSUV                       |
| María Ruiz          | PSUV                       |
| Emilio Gutiérrez    | PSUV                       |
| Dayana Matheus      | PCV                        |
| José Luis Moreno    | PCV                        |

Período 2018 - 2021:
| Concejales          | Partido político / Alianza |
| ------------------- | -------------------------- |
| Aminta Gavidia      | PSUV                       |
| Ezbay Abreu         | PSUV                       |
| Noris Pacheco       | PSUV                       |
| Joel Albornoz       | PSUV                       |
| Dalia Linares       | PSUV                       |
| Rosalinnys Espinoza | PSUV                       |
| Eduis Quintero      | PSUV                       |

Período 2021 - 2025
| Concejales          | Partido político / Alianza |
| ------------------- | -------------------------- |
| Maria Montilla      | PSUV                       |
| Luis Briceño        | PSUV                       |
| Rosalinnys Espinoza | PSUV                       |
| José Hurtado        | PSUV                       |
| Yonathan Ollo       | AD                         |
| Soreima Castejón    | AD                         |
| Oriana Mejias       | AD                         |

Cronista Oficial Liliana Valecillos 